# کرنگ (مسکن)

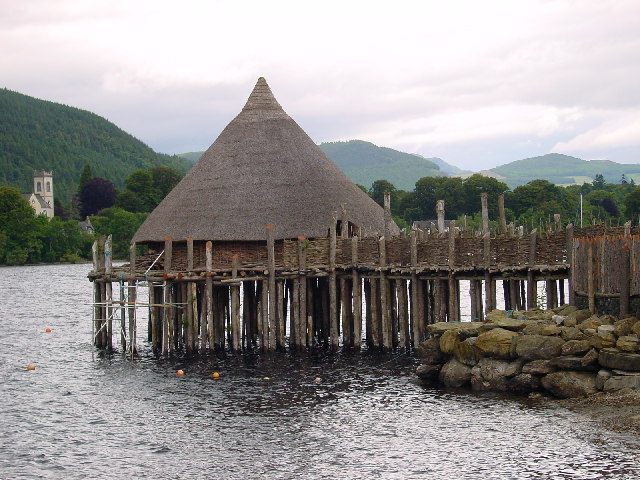
کرنگ بازسازی شده در اسکاتلند

کِرَنِگ (ایرلندی: crannóg) نوعی جزیره مصنوعی بوده که در دریاچه‌ها، رودها، و پای‌رودهای اسکاتلند، ولز، و ایرلند ساخته می‌شده. بر خلاف آبسراهای پیش از تاریخ پیرامون آلپ در اروپای مرکزی که در ساحل ساخته می‌شدند و بعدها آب اطراف آن‌ها را می‌گرفت، کرنگ‌ها روی آب ساخته می‌شدند و تشکیل جزیره‌ای مصنوعی می‌دادند.
از کرنگ‌ها برای پنج هزار سال (از دوران نوسنگی تا قرن هفدهم و اوایل قرن هجدهم میلادی) به عنوان مسکن استفاده می‌شده.